# Николаёвский сельсовет (Миорский район)
Николаёвский сельсовет (бел. Мікалаё́ўскі сельсавет) — административная единица на территории Миорского района Витебской области Республики Беларусь. Административный центр — агрогородок Николаёво.

## История
21 декабря 2024 года упразднены населённые пункты: хутор Балабошки, деревня Барсучино, хутор Демидово, хутор Ситьково 1, деревня Стальмаково.

## Состав
Николаёвский сельсовет включает 40 населённых пунктов:
- Арханово — деревня.
- Баранчики — деревня.
- Барсуки — деревня.
- Баслаки — деревня.
- Беляны — деревня.
- Бондарцы — деревня.
- Брушки — деревня.
- Бычинщина — деревня.
- Бушево — деревня.
- Глинские — деревня.
- Горки 1 — деревня.
- Горки 2 — деревня.
- Денисово — деревня.
- Дорожковичи — деревня.
- Ельно — хутор.
- Копыльщино — деревня.
- Косабуки — деревня.
- Липатино — деревня.
- Липно — деревня.
- Луговцы — хутор.
- Николаёво — агрогородок.
- Новинцы — деревня.
- Окунево — деревня.
- Рудня — деревня.
- Савченки — деревня.
- Ситьково 2 — деревня.
- Соколово — деревня.
- Турчино — деревня.
- Ульщино — хутор.
- Федорцы — деревня.
- Федосово — деревня.
- Шантырево — деревня.
- Шараги — деревня.
- Якубово — хутор.
- Яново — хутор.

Упразднённые населённые пункты:
- Балабошки — хутор[2].
- Барсучино — деревня[2].
- Демидово — хутор[2].
- Ситьково 1 — хутор[2].
- Стальмаково — деревня[2].

## Культура
- Историко-этнографический музей в д. Ситьково 2